# Шавров, Борис Васильевич
Бори́с Васи́льевич Шавро́в (1900—1975) — русский советский артист балета и педагог. Один из лучших танцовщиков Ленинграда в 1920—1930 годы. Заслуженный артист РСФСР (1939), кавалер ордена «Знак Почёта» (1940), Заслуженный деятель искусств Таджикской ССР (1964).

## Биография
Хореографическое образование получил в Петроградском театральном училище, которое закончил в 1918 году по классу Л. С. Леонтьева. Среди его учителей называют и В. И. Пономарёва. Сразу по окончании поступил в балетную труппу Мариинского театра. Труппа театра после эмиграции многих ведущих исполнителей была практически обескровлена, поэтому артист без конкуренции занял ведущее положение в исполнении ведущих героико-романтических партий.
Одновременно с выступлениями на балетной сцене он выступал в паре с Е. Люком на эстраде. Выступления на эстраде были обычной практикой того времени, так как позволяли отчасти решить материальные проблемы артистов (например, оплата могла быть продуктами). Эстрадные номера предоставляли большие возможности для экспериментов, вырабатываемые там приемы акробатической поддержки со временем вошли в балетный репертуар. В 1922—1923 годах в паре с Е. Люком совершил турне по европейским странам.
В 1920-е годы Шавров был одним из ведущих танцовщиков страны. Его образы отличали энергия, мужественность, жизнеутверждающая простота. В 1930-е годы подросло новое молодое поколение исполнителей, но артист оставался одним из первых на сцене. В 1938 году он прекратил выступление как активный танцовщик и перешел на исполнение мимических партий. Он работал в театре до 1959 года, а полностью сценическую деятельность закончил в 1964 году.
Педагогическую работу вёл с 1918 года, с 1929 года преподавал в Ленинградском хореографическом училище. В 1930—1931 — был художественным руководителем училища. Среди его учеников: Б. Я. Брегвадзе, Ю. Н. Григорович, И. Д. Вольский, Ю. В. Соловьёв, Л. С. Статкевич, Х. Ф. Мустаев.

## Партии
Борис Шавров впервые исполнил партии:
- Иван-царевич в постановке Ф. В. Лопуховым в 1921 году балета на музыку Игоря Стравинского «Жар-птица»
- Принц в постановке Ф. В. Лопуховым в 1928 году балета П. И. Чайковского «Щелкунчик»
- Кули в постановке в 1929 году балетмейстерами Ф. В. Лопуховым, В. И. Пономарёвым и Л. С. Леонтьевым балета Р. Глиэра «Красный мак»
- Фашист в постановке в 1930 году балетмейстерами В. И. Вайноненом, Л. В. Якобсоном, В. П. Чеснаковым балета Д. Шостаковича «Золотой век»
- Борис в постановке в 1931 году балетмейстерами Ф. В. Лопуховым, В. И. Пономарёвым и Л. С. Леонтьевым балета С. С. Прокофьева «Болт»

Исполнял ведущие партии:
- Раб в балете «Исламей» на музыку М. Балакирева,
- Амун в балете А. С. Аренского «Египетские ночи»,
- Жан де Бриен и Абдерахман в балете А. К. Глазунова «Раймонда»
- Альберт в балете А. Адана «Жизель»
- Дезире в балете П. И. Чайковского «Спящая красавица».
- Колен в балете «Тщетная предосторожность»,
- Феб де Шатопер в балете Ж. Перро «Эсмеральда»
- Асак в балете на музыку Э. Грига «Сольвейг»
- Арлекин в одноимённом балете Дриго,
- Базиль в балете Л. Минкуса «Дон Кихот»

С 1938 года артист исполнял мимические партии. Среди них Командор в «Лауренсии», Гико в «Гаянэ», Учитель танцев в «Золушка». Особенно можно отметить роль Красса в поставленном в 1956 году Якобсоном балете «Спартак». Это была первая постановка балета и роль Красса решалась совсем не так, как в позднее в постановке Ю. Григоровича, где Красс стал активно танцующим персонажем. В этой постановке роль была мимической, но очень важной в образном плане. Актёр изображал предводителя римлян холодным, отстраненным от суеты действия, царственно-безразличным.

## Личная жизнь
Жена — Александра Николаева Блатова (1912—1974), артистка балета, педагог
Сын — Александр Борисович Шавров (1939—2014), артист балета, педагог